# Стороны света (журнал)
Сто́роны све́та — литературно-художественный журнал. Издаётся в Нью-Йорке с 2005 года на русском языке. C 2010 года выходит также и английская версия. 
Журнал начинался как электронное издание, с октября 2007 выходит и на бумаге. 
 Главный редактор — Олег Вулф.
Редактор — Ирина Машинская, она же является и соредактором (вместе с Робертом Чандлером) английской версии журнала — Cardinal Points.